# Gastrozona
Gastrozona es un género de insecto de la familia Tephritidae del orden Diptera.

## Especies
- Gastrozona apicemaculata Hering, 1938
- Gastrozona balioptera Hardy, 1973
- Gastrozona capillata Bezzi, 1914
- Gastrozona fukienica Hering, 1953
- Gastrozona hancocki Wang & Chen, 2002
- Gastrozona hirtiventris Chen, 1948
- Gastrozona isis Hering, 1938
- Gastrozona japonica Miyake, 1919
- Gastrozona luteiseta Bezzi, 1914
- Gastrozona menglanica Wang, 1996
- Gastrozona montana Bezzi, 1913
- Gastrozona orbata Hering, 1938
- Gastrozona parviseta Hardy, 1973
- Gastrozona proterva Hering, 1938
- Gastrozona quadrivittata Wang, 1992
- Gastrozona selangorensis
- Gastrozona solitaria Hering, 1938
- Gastrozona soror
- Gastrozona vulgaris Zia, 1937